# Sociedad Química Polaca
La Sociedad Química Polaca (en polaco: Polskie Towarzystwo Chemiczne, PTCHem) es una sociedad científica profesional de químicos polacos fundada en 1919 para representar los intereses de los químicos polacos a nivel local, nacional e internacional. Reúne a profesionales, investigadores y entusiastas de la química en Polonia. Su objetivo principal es promover el desarrollo de la química y sus aplicaciones en la industria, la investigación y la educación. Además, organiza:
- Congresos, conferencias y simposios para intercambiar conocimientos.
- Publicaciones científicas, como revistas y boletines.
- Premios y distinciones para reconocer logros en el campo de la química.
- Colaboraciones con sociedades químicas de otros países.

En pocas palabras, es algo parecido a la Real Sociedad Española de Química (RSEQ) en España o la American Chemical Society (ACS) en EE. UU.

## Historia
La sociedad fue fundada el 29 de junio de 1919 con 118 miembros fundadores por iniciativa de Leon Marchlewski, Stanisław Bądzyński e Ignacy Mościcki, futuro presidente de Polonia, que era químico. El objetivo inicial de la organización era reunir a químicos polacos que trabajaban anteriormente en diferentes departamentos, así como a aquellos del extranjero. Se fundó en tres ciudades polacas: Lwów (hoy Lviv en Ucrania), Cracovia y Varsovia, y la primera reunión científica fue organizada en Varsovia el 1 de noviembre de 1919 por la junta ejecutiva de la sociedad.
La Sociedad Química Polaca inició una serie de conferencias científicas y fundó la primera revista de química de Polonia, Roczniki Chemii.
Después de la Segunda Guerra Mundial, la sociedad se reactivó en 1946 y continúa sus actividades hasta hoy. Cuenta con 1.959 miembros, que trabajan en 20 centros regionales. En 2006, la Sociedad Química Polaca se convirtió en una organización de beneficio público.
Su estatuto establece que uno de los objetivos de la sociedad es "el fomento del progreso de la ciencia química y su propagación entre el público, así como la representación de los intereses profesionales de los químicos, tanto investigadores como empleados en la industria".
En la actualidad, las oficinas de la sociedad se encuentran en el edificio de viviendas del siglo XVIII situado en la calle Freta 16, en el centro histórico de la ciudad de Varsovia. El edificio es el lugar de nacimiento de Marie Curie y también alberga el Museo Maria Skłodowska-Curie (MMSC).

## Premios de la Sociedad Química Polaca

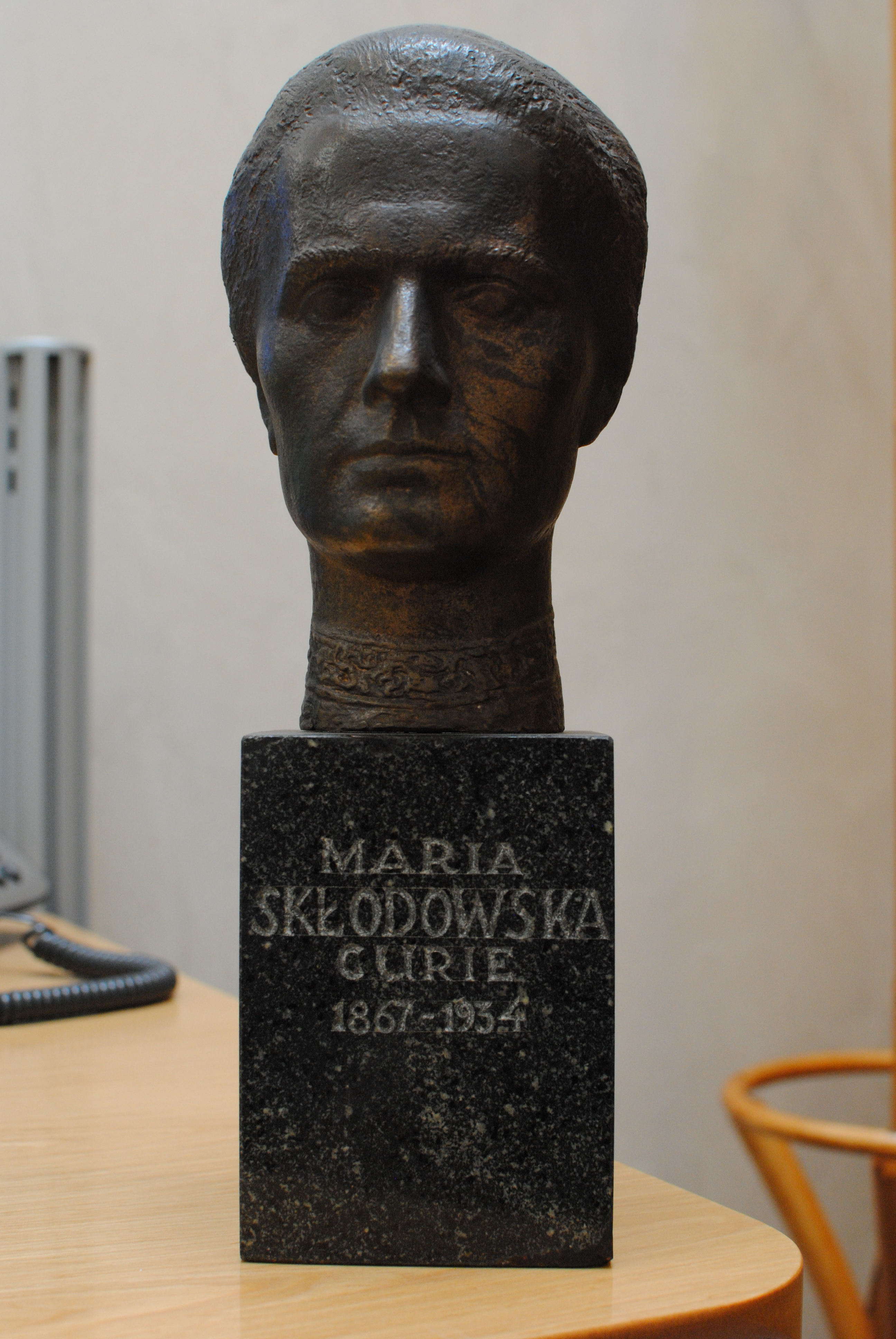
Busto de bronce de Marie Curie, sobre base de mármol verde. Presentado por la Sociedad Química Polaca al Instituto Real de Química con motivo del centenario de este último en 1977. Actualmente en la sede de la Royal Society of Chemistry en Burlington House, Londres. En el soporte hay una inscripción dorada que dice "Maria Skłodowska Curie 1867-1934".

La sociedad otorga los siguientes premios:
- Medalla Jędrzej Śniadecki: la máxima distinción que otorga la sociedad por logros destacados en química (otorgada por primera vez en 1965).
- Medalla Marie Curie: un premio otorgado a químicos que trabajan en el extranjero (otorgado por primera vez en 1996).
- Medalla Kolos: un premio otorgado por logros destacados en química teórica y química física (otorgado por primera vez en 1998).
- Medalla Wiktor Kemula: un premio otorgado conjuntamente con la Academia Polaca de Ciencias por contribuciones significativas en química analítica (otorgado por primera vez en 1998).
- Medalla Stanisław Kostanecki: un premio otorgado por logros en química orgánica (otorgado por primera vez en 1978).
- Medalla Jan Zawidzki: un premio otorgado por logros en química física y química inorgánica (otorgado por primera vez en 1979).
- Medalla Ignacy Mościcki: un premio otorgado por logros en química industrial (otorgado por primera vez en 2000).
- Medalla Jan Harabaszewski: premio otorgado por logros didácticos en la popularización del campo de la química (otorgado por primera vez en 1990).
- Medalla Zofia Matysikowa: un premio otorgado a los mejores profesores de química.
- Medalla Bogusława y Włodzimierz Trzebiatowski: premio a los logros en química inorgánica.

## Miembros honorarios
Actualmente hay 148 miembros honorarios de la sociedad, entre ellos:
- Henry Louis Le Chatelier
- Paul Sabatier
- Marie Curie
- Józef Boguski
- Ignacy Mościcki
- Henry Edward Armstrong
- Bohuslav Brauner
- Victor Grignard
- Hans von Euler-Chelpin
- Leon Marchlewski
- Jaroslav Heyrovsky
- Kazimierz Fajans
- S. P. L. Sørensen
- Leopold Ružička
- Ilya Prigogine
- Theodor Svedberg
- Max Bodenstein
- Richard Kuhn
- Irving Langmuir
- Robert Robinson
- Roger Adams
- Ronald G.W. Norrish
- Krishnasami Venkataraman
- Alan R. Katritzky
- Rolf Huisgen